# Franz Martin Pecháček
Franz Martin Pecháček (auch: Franz Martin Pechatschek, Pechaczek, Behatschek; tschechisch František Martin Pecháček) (* 10. November 1763 in Wildenschwerdt, Königgrätzer Kreis; † 26. September 1816 in Wien) war ein österreichisch-böhmischer Violinist und Komponist.

## Leben
Franz Pecháček erhielt eine Ausbildung als Violinist in Leitomischl und bei dem Komponisten Carl Ditters von Dittersdorf in Weißwasser. Seit 1783 lebte er in Wien. Hier wirkte er als Kapellmeister des Landstraßer Theaters und 1790 des Theaters am Kärntnertor.
Pecháček komponierte zwölf Opern, zwölf Sinfonien und dreißig Ballette, Harmoniemusiken, Klavierwerke und Messen.
Mit seinen erfolgreichen Ländlern, Walzern und Menuetten ist er der eigentliche Vorläufer von Joseph Lanner und Johann Strauss. Er etablierte ab 1798 in dem Lokal „Mehlgrube“ die ersten öffentlichen Walzeraufführungen in Wien und brachte mit zahlreichen Werken die Walzerkomposition voran. Auch sein Sohn Franz Xaver Pecháček wurde als Violinist und Komponist bekannt. Er trat als Fünfjähriger 1798 erstmals in der Kapelle seines Vaters auf und legte zum gleichen Zeitpunkt seine erste Walzerkomposition vor.